# Kurt Tucholsky

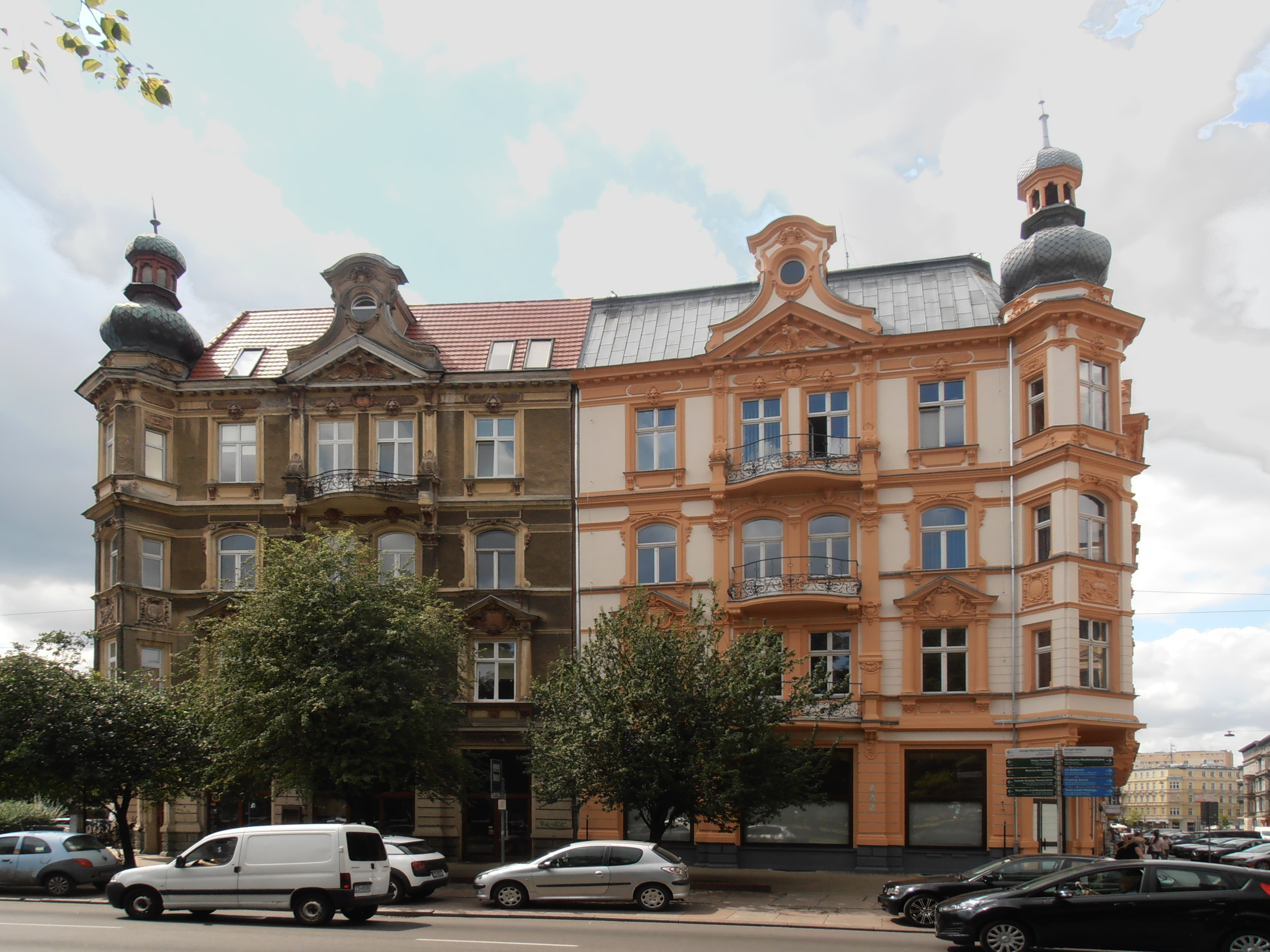
Kamienica w Szczecinie, w której mieszkał Kurt Tucholsky (po prawej)

Kurt Tucholsky (ur. 9 stycznia 1890 w Berlinie, zm. 21 grudnia 1935 w Göteborgu) – niemiecki dziennikarz, publicysta i pisarz pochodzenia żydowskiego. Pisywał również pod pseudonimami Kaspar Hauser, Peter Panter, Theobald Tiger i Ignaz Wrobel.

## Życiorys
Jako małe dziecko mieszkał w Szczecinie w kamienicy na drugim piętrze (dziś kamienica na ulicy Generała Ludomiła Rayskiego nr. 29, biurowiec spółki Orlen). Tam z powodów zawodowych przeniósł się jego ojciec, który był bogatym kupcem.
W latach 1910–1915 studiował w Berlinie i w Jenie. Studia ukończył jako doktor prawa. W czasie I wojny światowej walczył jako żołnierz na froncie wschodnim. W 1918 zmienił wyznanie na protestanckie. Jako korespondent prasowy mieszkał od 1924 we Francji.
3 maja 1920 ożenił się  z lekarką Else Weil (rozwód 14 lutego 1924), zamordowaną w 1942 w obozie koncentracyjnym Auschwitz -Birkenau). 30 sierpnia 1924  jego żoną została Mary Gerold (rozwód 21 sierpnia 1933).
W 1930 roku zamieszkał w Szwecji.
Po przejęciu władzy przez Hitlera konsekwentnie zwalczał faszyzm. Pisma Kurta Tucholsky`ego zostały w 1933 spalone, pozbawiono go obywatelstwa niemieckiego, a jego majątek został skonfiskowany. Problemy zdrowotne i finansowe wzmocniły w nim depresję. 20 grudnia 1935 roku zażył śmiertelną dawkę środków nasennych i alkoholu. Został przewieziony do szpitala w Göteborgu, tam zmarł następnego dnia.

## Twórczość
Tucholsky należał do najwybitniejszych publicystów Republiki Weimarskiej. Jako zaangażowany politycznie dziennikarz i czasowo również współwydawca tygodnika „Die Weltbühne” wpisywał się w tradycję innego wielkiego niemieckiego krytyka społecznego i pisarza Heinricha Heinego. Ponadto był satyrykiem oraz autorem sztuk kabaretowych. Sam siebie nazywał lewicowym demokratą i pacyfistą. W swoich tekstach wielokrotnie przestrzegał przed antydemokratycznymi tendencjami w polityce, wojsku i wymiarze sprawiedliwości, w tym przede wszystkim przed narodowym socjalizmem Adolfa Hitlera.
Debiutował w 1907 satyrą na cesarza Wilhelma II.  Pisał dla prasy, m.in. artykuły i wiersze dla satyrycznego pisma „Ulk” (1918-20 był redaktorem naczelnym tego tygodnika) oraz artykuły, recenzje dla (od 1913) tygodnika „Schaubühne”, (od 1918) „Weltbühne”, czasowo był współwydawcą tego pisma. 1919 i 1920 ukazały się w formie książkowej pierwsze zbiory jego artykułów i wierszy. Tucholsky przyczynił się do rozwoju krytycznego kabaretu politycznego w Niemczech. Trudne relacje z matką  (ojciec zmarł w 1905) znalazły swój wyraz m.in. w artykule Rosa Bertens („Schaubühne” 1913), a również w powieści Schloß Gripsholm (1931). W tomie Deutschland, Deutschland über alles (1929) protestuje przeciwko skorumpowanym strukturom prawnym Republiki Weimarskiej oraz niemieckiemu szowinizmowi i militaryzmowi.
W tekście Reise ins Dritte Reich (1932) napisał: „Ludzie tacy jak Mussolini czy gefrajter (starszy szeregowy) Hitler istnieją nie tyle z własnej siły, a z braku charakteru ich przeciwników”.
Polski wybór publicystyki Tucholsky`ego pt. Księga pięciu szyderców ukazał się w 1955 roku. Walory jego tekstów publicystycznych to klarowność i precyzja języka, ostrość ferowanych sądów, przenikliwość stawianych diagnoz.
Oprócz tekstów publicystycznych Tucholsky pisał opowiadania, powieści, scenariusze filmowe, słuchowiska radiowe, wiersze, aforyzmy.
W 1978 roku odkryto i opublikowano prywatne zapiski pisarza z jego pobytu na emigracji. Dzienniki Q-Tagebücher należą do najważniejszych literackich dokumentów antyfaszystowskiej emigracji niemieckiej.

## Dzieła
- Rheinsberg – ein Bilderbuch für Verliebte (1912)
- Der Zeitsparer. Grotesken von Ignaz Wrobel (1914)
- Fromme Gesänge. Von Theobald Tiger mit einer Vorrede von Ignaz Wrobel (1919)
- Träumereien an preußischen Kaminen. Von Peter Panter (1920)
- Die verkehrte Welt in Knüttelversen dargestellt von Kaspar Hauser (1922)
- Ein Pyrenäenbuch (1927)
- Mit 5 PS (1928). Wyd. polskie: Księga pięciu szyderców. Wybór i tłum. Antoni Marianowicz; (prozę przeł. z niem. Jacek Fruhling) Czytelnik, Warszawa 1955
- Deutschland, Deutschland über alles. Ein Bilderbuch von Kurt Tucholsky und vielen Fotografen. Montiert von John Heartfield (1929)
- Das Lächeln der Mona Lisa (1929)
- Lerne lachen ohne zu weinen (1931)
- Schloss Gripsholm. Eine Sommergeschichte (1931). Wyd. polskie: Zamek Gripsholm PIW, Warszawa 1985, ISBN 83-06-01230-5.
- Christoph Kolumbus oder Die Entdeckung Amerikas. Komödie in einem Vorspiel und sechs Bildern. Von Walter Hasenclever und Peter Panter (1932)

## Nagroda im. Kurta Tucholsky'ego
Przyznawane są dwie nagrody im. Kurta Tucholsky'ego. Pierwsza z nich jest wyróżnieniem w dziedzinie publicystyki literackiej przyznawanym od 1995 roku przez Kurt-Tucholsky-Gesellschaft i wcześniej również przez Kurt-Tucholsky-Stiftung. Nagroda jest dedykowana „zaangażowanym i językowo charakterystycznym dziełom publicystyki literackiej”. Jedną z osób, które otrzymały to wyróżnienie jest Margarete Stokowski.
Druga z nagród im. Kurta Tucholsky'ego jest przyznawana od 1985 roku przez szwedzki PEN Club pisarzom, którzy są prześladowani i zastraszeni we własnym kraju lub z tych powodów żyją na emigracji.
Nagrodę otrzymali następujący pisarze:
| Rok  | Osoba                         | Państwo                       |
| ---- | ----------------------------- | ----------------------------- |
| 1985 | Adam Zagajewski               | Polska                        |
| 1986 | Nagroda nie została przyznana | Nagroda nie została przyznana |
| 1987 | Don Mattera                   | Południowa Afryka             |
| 1988 | Sherko Bekas                  | Irak                          |
| 1989 | Augusto Roa Bastos            | Paragwaj                      |
| 1990 | Bei Dao                       | Chiny                         |
| 1991 | Nuruddin Farah                | Somalia                       |
| 1992 | Salman Rushdie                | Indie                         |
| 1993 | Mirko Kovač                   | Jugosławia                    |
| 1994 | Taslima Nasrin                | Bangladesz                    |
| 1995 | Szirali Numuradow             | Turkmenistan                  |
| 1996 | Swiatłana Aleksijewicz        | Białoruś                      |
| 1997 | Faraj Sarkohi                 | Iran                          |
| 1998 | Vincent P. Magombe            | Uganda                        |
| 1999 | Flora Brovina                 | Kosowo                        |
| 2000 | Salim Barakat                 | Syria                         |
| 2001 | Asiye Zeybek Guzel            | Turcja                        |
| 2002 | Rajko Đurić                   | Serbia                        |
| 2003 | Jun Feng                      | Chiny                         |
| 2004 | Yvonne Vera                   | Zimbabwe                      |
| 2005 | Samir El-Youssef              | Palestyna                     |
| 2006 | Nasser Zarafshan              | Iran                          |
| 2007 | Faraj Bayrakdar               | Syria                         |
| 2008 | Lydia Cacho                   | Meksyk                        |
| 2009 | Dawit Isaak                   | Erytrea                       |
| 2010 | Abdul Samay Hamed             | Afganistan                    |
| 2011 | Uładzimir Niaklajeu           | Białoruś                      |
| 2012 | Samar Jazbek                  | Syria                         |
| 2013 | Masha Gessen                  | Rosja                         |
| 2014 | Muharrem Erbey                | Turcja                        |
| 2015 | Arkadij Babczenko             | Rosja                         |
| 2016 | Aslı Erdoğan                  | Turcja                        |
| 2017 | Yassin al-Haj Saleh           | Syria                         |
| 2018 | Nasrin Sotoudeh               | Iran                          |
| 2019 | Gui Minhai                    | Chiny                         |
| 2020 | Maria Ressa                   | Filipiny                      |
| 2021 | Dmitrij Strocew               | Białoruś                      |
| 2022 | Perhat Tursun                 | Chiny                         |
| 2023 | Serhij Żadan                  | Ukraina                       |